# Diecezja Jataí
Diecezja Jataí (łac. Dioecesis Iataiensis) – diecezja Kościoła rzymskokatolickiego w Brazylii. Należy do metropolii Goiânia, wchodzi w skład regionu kościelnego Centro-Oeste. Została erygowana przez papieża Piusa XI bullą Sollicitido quae in omnes w dniu 21 czerwca 1929 jako prałatura terytorialna. 26 marca 1956 podniesiona do rangi diecezji.